# ゼニット2
ゼニット2（Zenit-2）はウクライナ及び旧ソ連の使い捨て型ロケット。

## 概要
1985年に初めて打ち上げられた。現在まで36回打上げられ、そのうち一部失敗を含む8回の打ち上げに失敗している。 ゼニットロケットシリーズの一つ、中でも初期型であり、設計はユージュノエ設計局が行った。改良型のゼニット2Sはシーローンチ社のゼニット3SLの最初の2段に使用されている。
ゼニット2の打上げはバイコヌール宇宙基地の45/1射場から行われた。第2発射台である45/2射場も建設されたが、2回目の打ち上げ時にロケットが墜落、爆発に巻き込まれて破壊された。第3発射台であるプレセツク宇宙基地サイト35は完成せず、ソビエト連邦の崩壊後に断念された。

## 性能

### 一段目
エンジン：RD-171
推力：8,180KN
比推力：337s
燃焼時間：150秒
推進剤：RP-1 / LOX

### ニ段目
エンジン：RD-120 / RD-8
推力：912KN / 79.5KN
比推力：349s
燃焼時間：315秒
推進剤：RP-1 / LOX

## エピローグ
1990年代には商業衛星の打上げにも参入したが、グローバルスターグループの衛星の打ち上げ1回のみで、この打上げもコンピューターエラーによって2段目の切り離しが早く行われたことが原因で失敗に終わっている。
ゼニット2は2004年6月10日の最後の打ち上げで引退。後継としてゼニット2Mロケットが開発されたが、2回の打ち上げで事実上の引退。
ゼニット2で打ち上げられた主な衛星はツェーリナ2など。